# 배명국
배명국(裵命國, 1934년 11월 6일~)은 대한민국의 군인 출신 정치인이다. 제11·12·14대 국회의원을 지냈다. 본관은 달성이며, 경상남도 창원군 진해읍 출신이다.

## 학력
- 웅동초등학교 졸업
- 진해중학교 졸업
- 진해고등학교 졸업
- 육군사관학교 14기 문학사
- 육군보병학교 졸업
- 서울대학교 문리대 국어국문학과 학사
- 서울대학교 행정대학원 행정학 석사

## 경력
- 육군사관학교 교수
- 청와대 민정비서
- 육군보안사령부 인사과장
- 1980년 민정당 창당발기인
- 제11대 국회의원(창원ㆍ진해ㆍ의창 / 민주정의당)
- 제12대 국회의원(창원ㆍ진해ㆍ의창 / 민주정의당)
- 제14대 국회의원(진해ㆍ창원 / 민주자유당 → 신한국당 → 무소속 → 자유민주연합)
- 국회건설위원장
- 국회상공위원장
- 한·호주의원친선협회회장
- 한·브라질의원친선협회회장
- 지역개발연구소 이사장
- 홍익재활원 대표이사
- 한·일의원연맹 경제과학기술위원장
- 자민련 부총재
- 대한민국 헌정회 사무총장
- 대한민국헌정회 이사장
- 2008년~2011년 재건진해향우회 초대 회장

## 역대 선거 결과
|  | 36.46% |

|  | 41.42% |

|  | 41.54% |

|  | 68.17% |